# 桜緋紗子
桜 緋紗子（櫻 緋紗子、さくら ひさこ、1914年（大正3年）3月15日 - 2002年（平成14年）3月20日）は、日本の女優、元宝塚少女歌劇団娘役スター。
本名は小笠原 不二子、旧姓は神崎。宝塚時代の愛称はカンちゃん。宝塚歌劇団退団後、新派を経て引退。その後仏門に入り小笠原 日凰（おがさわら にちおう）と名乗った。

## 生涯
広島県広島市大手町（現在の中区）生まれ。父親は毎日新聞広島支局の記者だった。小学生の時大阪に転居。1926年、女学部が新設された帝塚山学院中学に進学。しかし阪東妻三郎がアメリカのユニバーサル映画と提携して設立した「阪妻立花ユニヴァーサル聯合会社」の宣伝部長に父が迎えられたため、京都嵯峨野に移り精華高等女学校（現在の京都精華学園高校）に転校した。自宅の隣に片岡千恵蔵プロが建ち、部屋の窓から俳優の姿が見えたという。
1929年、叔父に勧められ女学校を中退して憧れていた宝塚音楽歌劇学校へ入校。宝塚歌劇団19期生。1930年4月、宝塚少女歌劇団花組の生徒として『春のをどり』で初舞台を踏む。
同期生には神代錦・園井恵子らがおり、寄宿舎で同室となった園井とは特に仲が良かった。春日野八千代・葦原邦子は一期上の上級生にあたる。芸名の「桜緋紗子」は吉野山で見て感動した桜と小倉百人一首に収められた紀友則の句「久方の 光長閑けき 春の日に 静心無く 花の散るらむ（ひさかたの ひかりのどけき はるのひに しづごころなく はなのちるらむ）」に由来する。
役に恵まれず4年が過ぎた1933年11月、草笛美子の急病による降板で岸田辰彌から『プリンセスナネット』の主役に抜擢され、廻ってきたチャンスを掴んだ。1934年、星組に編入され『ラッキー・エール』のメリーを演じた後、『アルルの女』で男役スター・葦原邦子と組んでベルタを演じ、情熱的な瞳と可憐な雰囲気の娘役として売り出し、『憂愁夫人』で再び葦原と組んでヒロインのサラーを演じ圧倒的な人気を獲得した。
その後『おゝハリエット』のハリエット、『飛鳥乙女』の阿佐香、『フロラ行状記』のフロラなどで華麗な舞台姿を見せ1937年、声楽専科に加えられ堀正旗演出の『黎明』で小夜福子とコンビを組み、『忘れじの歌』のジェイン、『スヰート・メロディ』のコンスタンチナ、『レッドホット・アンド・ブルウ』のグロリア、『白鳥の死』のケーテなど、「カンちゃん」の愛称で宝塚のプリマドンナとして一時代を築いた。
しかし将来舞台女優として生きたいという希望もあって、1940年4月に宝塚を退団し、新生新派入り。これにあたっては川口松太郎や水谷八重子らの尽力があった。同年明治座『平和な物語』で初舞台、また新興キネマの『晴小袖』や『国姓爺合戦』など映画にも出演した。その後新派の後援者と結婚し新派を退くが1年で離婚。心機一転、知人の紹介で東京日本橋にあった呉羽航空機（現在の三菱ふそうバス製造）支社に就職、支社長秘書となる。戦後は有楽町の洋裁店で働く。
再開された宝塚歌劇団の越路吹雪、淡島千景、乙羽信子、久慈あさみらが名前を聞き店に立ち寄ったことで、銀座四丁目に共同で宝塚ファン向けのブロマイドや土産物を扱う「カトレア」を開店。当時好きだった蘭の花から名付けた店名だが、東京では初めての店名であったという。宝塚グッズは売れに売れ店は大盛況であったが、宝塚生徒とファンの集いや、現役生徒と卒業生の合同公演を商売抜きに企画するなどで利益は出なかった。
しかし愛する宝塚のため、宝塚卒業生の会「宝友会」を結成した。宝塚OGは結束が固く退団後も交友が続き、現在も年1回開かれる「宝友会」総会には数千人が集うという。1951年自動車事故に遭い足を骨折、これを機に店を畳んだ。NHKラジオドラマで復帰後、本流と新生が合流した新派にも復帰。1961年フリーとなりNHK大河ドラマ『花の生涯』や『赤穂浪士』などに出演。1965年2月、人生への不安感から芸能界を引退、50歳で仏門に入ると発表すると大騒ぎとなった。
鎌倉の長勝寺で剃髪、得度式を行い「小笠原法佳」となり日輪寺（元箱根）で尼僧生活の後、「小笠原英法」と改め滋賀県近江八幡市の山頂にある瑞龍寺（日蓮宗唯一の門跡尼寺）に入る。執事長となり以降37年間、訪れる人々の人生相談などに応じその名を知られた。
2002年3月20日、慢性心不全により88歳で死去。

## 出演作品

### テレビドラマ
- しぐれ酒（1956年、KR）
- 東芝日曜劇場（TBS）
  - 胡椒息子（1957年）
  - 女房会（1957年）
  - 逢坂の辻（1957年）
- ナショナル ゴールデン・アワー（TBS）
  - 銭形平次捕物控（1959年、若山富三郎版）
  - 氷雨（1961年、松本清張シリーズ「黒い断層」）
- 花の生涯（1963年、NHK大河ドラマ）
- 赤穂浪士（1964年、NHK大河ドラマ）

## 著書
- 『愚女一心』白川書院、1971年9月。（自伝）

## モデル小説
- 清岡純子『日蓮女優』日本文華社、1973年。